# Міст Вітовта Великого
Міст Вітовта Великого (лит. Vytauto Didžiojo tiltas), відомий також як міст Алексота до 1930 років і з 1940 року до 23 лютого 2008 року. Міст перетинає річку Німан, щоб з'єднати Алексатас і Старе місто в Каунасі, Литва . Його довжина сягає 256 метрів, ширина - 16 метрів, а висота 10.4 метра. 
Гроші на будівництво мосту були узгоджені ще у 1927 році. Після декількох етапів конкурсів, інженери з Копенгагена отримали право на будівництво мосту. Нарешті, 11 січня 1930 р. будівництво мосту було завершено, і назвали його на честь великого князя Литовського Вітовта Великого.
Міст включений до Реєстру архітектурно-технічних пам'яток литовської культурної спадщини. 
Під час Другої світової війни міст був зруйнований. Через стратегічну значущість міста Каунас, міст був відновлений у 1948 році. 
У 2005 році міст пройшов серйозну реконструкцію.

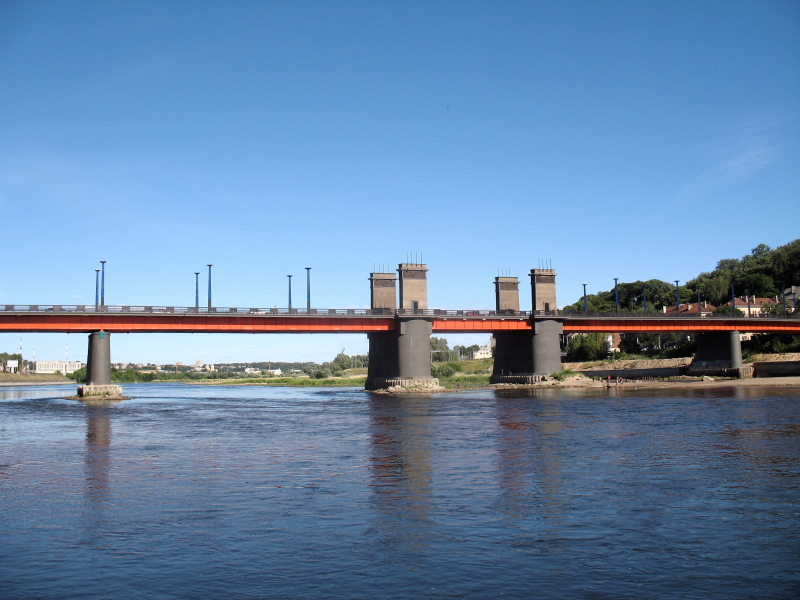
Міст Вітовта Великого
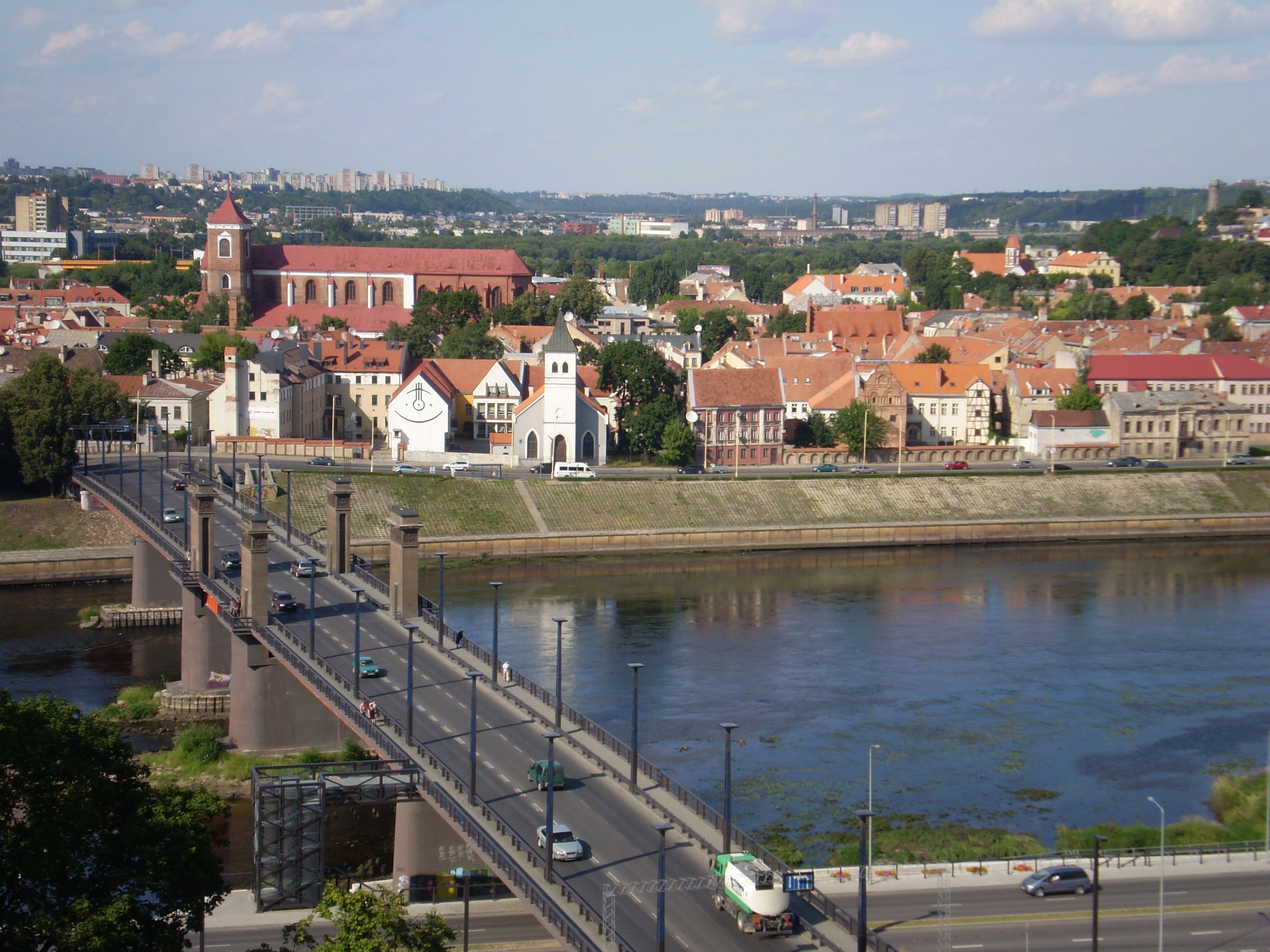
Міст Вітовта Великого у 2009 році
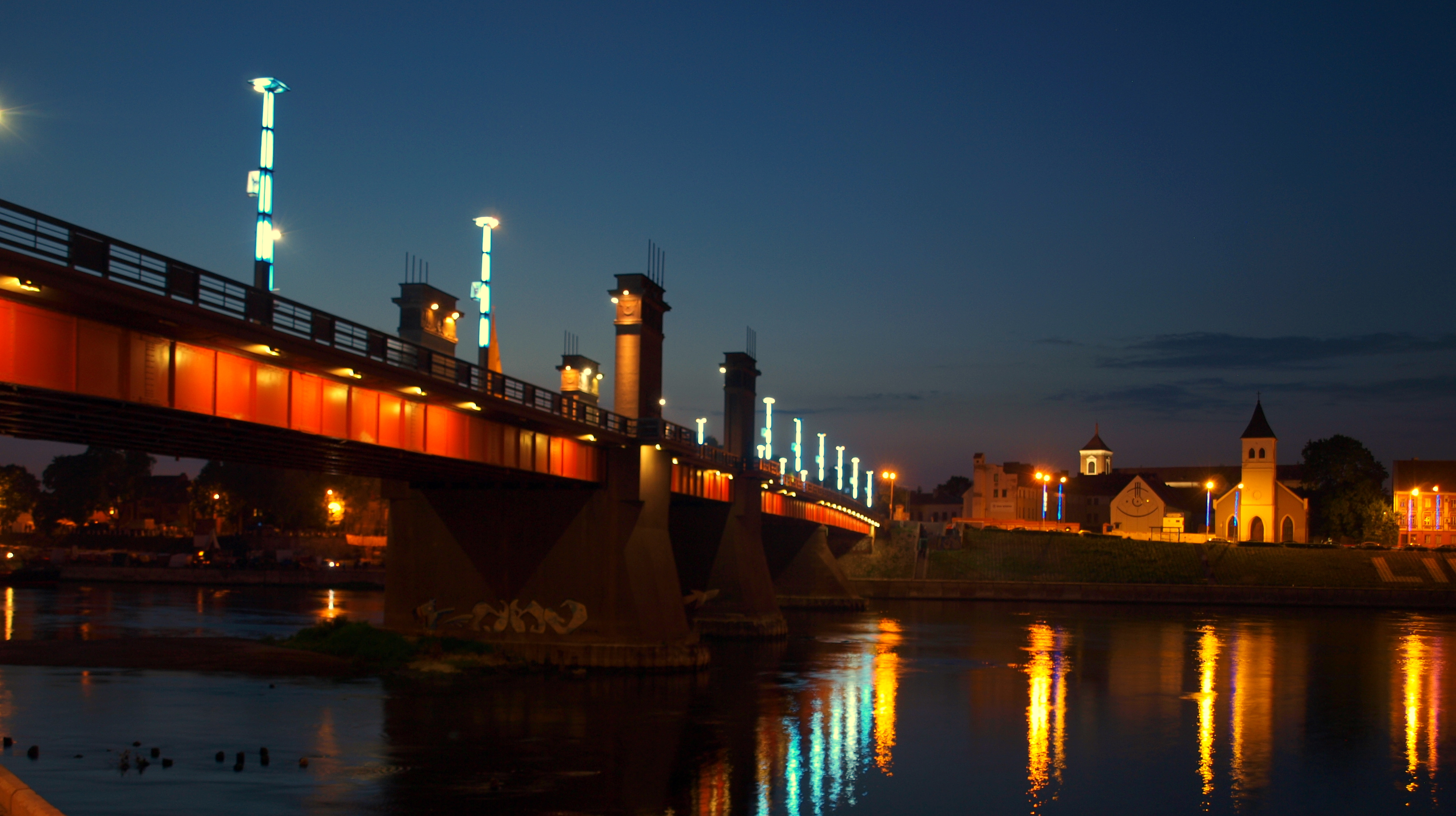
Міст Вітовта Великого уночі
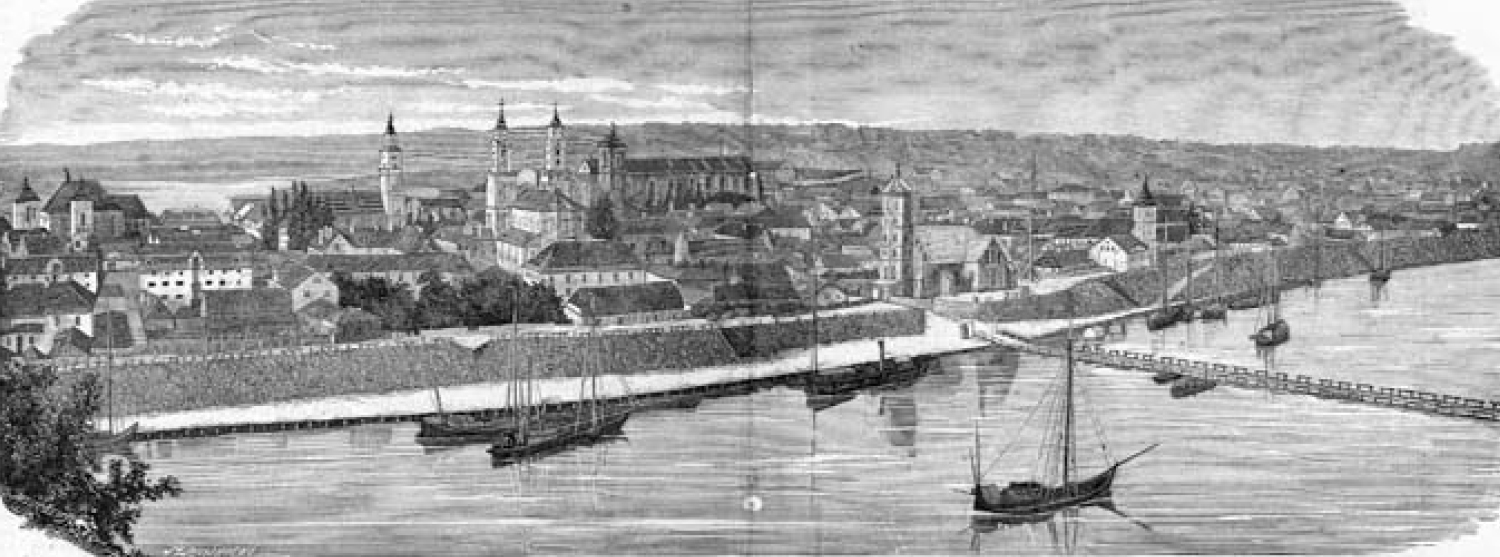
Понтонний міст у 1873 році